# Great Whernside
Great Whernside är ett berg i Storbritannien.   Det ligger i grevskapet North Yorkshire och riksdelen England, i den centrala delen av landet, 300 km norr om huvudstaden London. Toppen på Great Whernside är 704 meter över havet.
Terrängen runt Great Whernside är huvudsakligen lite kuperad. Great Whernside är den högsta punkten i trakten. Runt Great Whernside är det ganska tätbefolkat, med 116 invånare per kvadratkilometer. Närmaste större samhälle är Leyburn, 19,4 km nordost om Great Whernside. Trakten runt Great Whernside består i huvudsak av gräsmarker.